# Vienne-en-Bessin
Vienne-en-Bessin ist eine französische Gemeinde mit 266 Einwohnern (Stand: 1. Januar 2022) im Département Calvados in der Region Normandie. Sie gehört zum Arrondissement Bayeux und zum Kanton Bayeux. Die Einwohner werden Viennois genannt.

## Geografie
Vienne-en-Bessin liegt etwa sieben Kilometer östlich von Bayeux und etwa 29 Kilometer nordwestlich von Caen entfernt. Umgeben wird Vienne-en-Bessin von Sommervieu im Norden und Nordwesten, Le Manoir im Norden und Osten, Creully sur Seulles im Südosten, Esquay-sur-Seulles im Süden sowie Saint-Vigor-le-Grand im Westen.

## Bevölkerungsentwicklung
| Jahr                             | 1962 | 1968 | 1975 | 1982 | 1990 | 1999 | 2006 | 2013 |
| Einwohner                        | 161  | 137  | 122  | 152  | 198  | 200  | 247  | 290  |
| Quelle: Cassini, EHESS und INSEE |      |      |      |      |      |      |      |      |

## Sehenswürdigkeiten
- Kirche Saint-Pierre aus dem 11. Jahrhundert mit späteren Umbauten, seit 1974 Monument historique
- altes Schloss aus dem 15. Jahrhundert, Monument historique
- Schloss Les Capelles aus dem 18. Jahrhundert

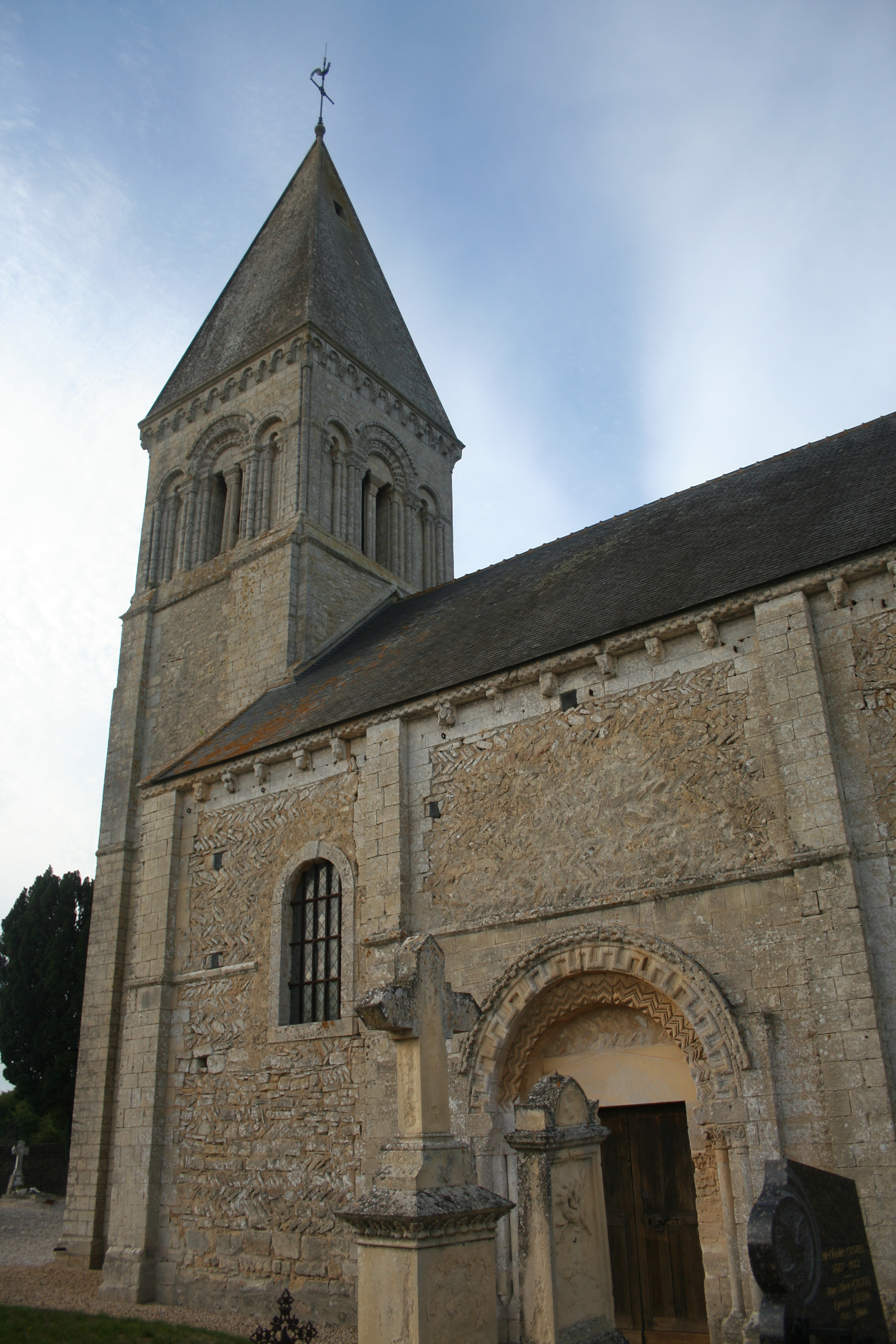
Kirche Saint-Pierre
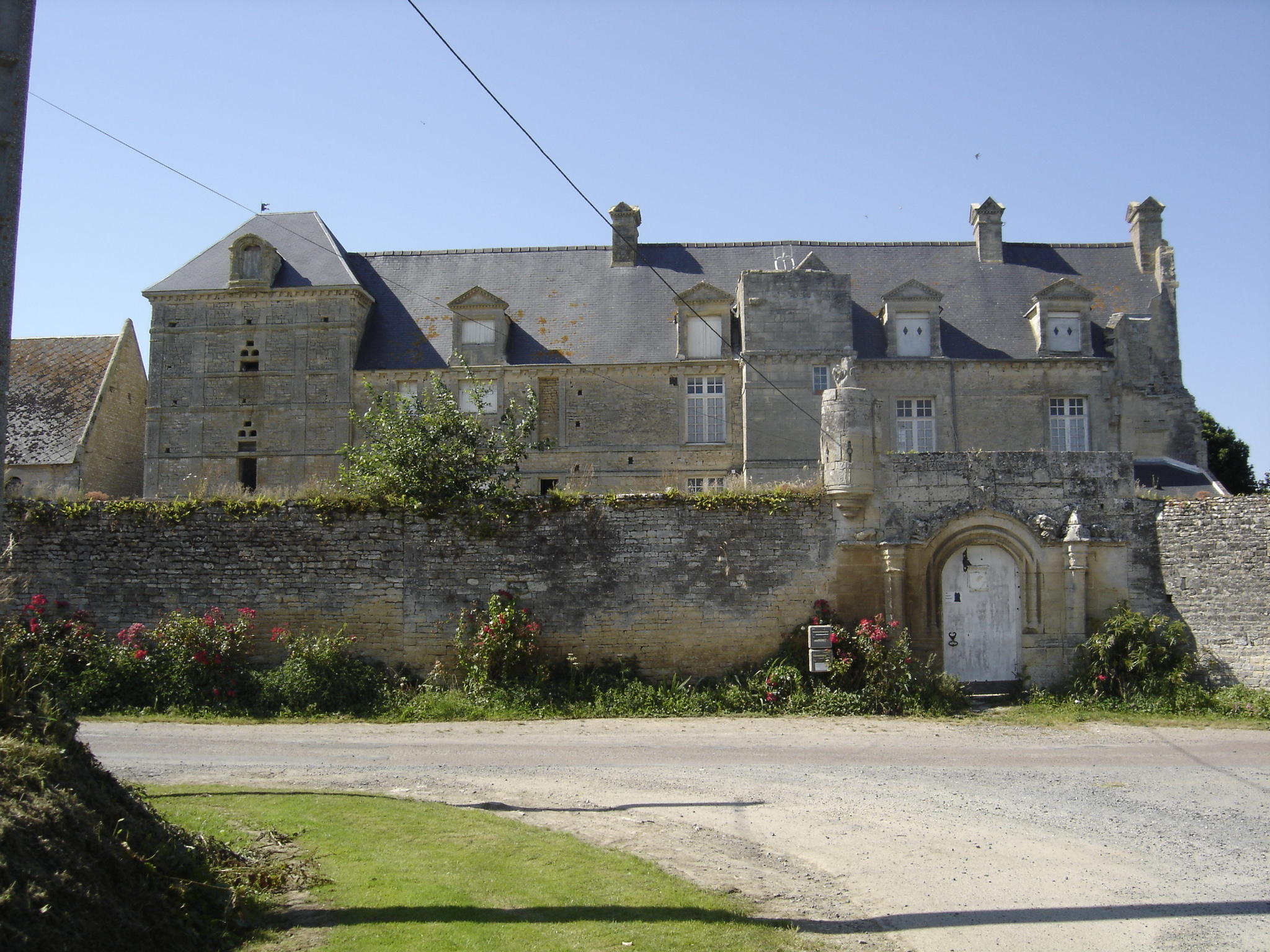
Altes Schloss